# Nathan Mantel
Pour les articles homonymes, voir Mantel.
Nathan Mantel, né le 16 février 1919 et mort le 26 mai 2002, est un biostatisticien américain. Ayant principalement travaillé à l'Institut national du cancer, il est notamment connu pour avoir créé et publié le test de Mantel qui porte son nom.